# 482 f.Kr.

## Händelser

### Efter plats

#### Grekland
- Atens arkont Themistokles låter förvisa sina motståndare och blir stadens politiske ledare. Soldaten och statsmannen Aristides är en av dem som förvisas, på grund av sitt motstånd mot Themistokles sjöförsvarspolitik.

#### Kina
- Medan kung Fuchai av Wu närvarar vid ett möte i Huangchi, i ett försök att vinna hegemoni över alla andra hertigdömen i Zhoudynastins Kina, blir hans huvudstad i staten Wu erövrad genom ett överraskningsanfall av kung Goujian av Yue. 473 f.Kr. blir staten Wu slutligen annekterad av Yue.